# Girolamo Cardano
Girolamo Cardano (Pavia, 24 de setembro de 1501 — Roma, 21 de setembro de 1576) foi um polímata italiano. Escreveu mais de 200 trabalhos sobre medicina, matemática, física, filosofia, religião e música.
Na matemática foi o primeiro a introduzir as ideias gerais da teoria das equações algébricas. Seu hábito de jogar também levou-o a formular as primeiras regras da teoria da probabilidade. Na medicina foi quem primeiro descreveu clinicamente a febre tifoide. Na física escreveu sobre as diferenças entre energia elétrica e magnetismo.

## Biografia

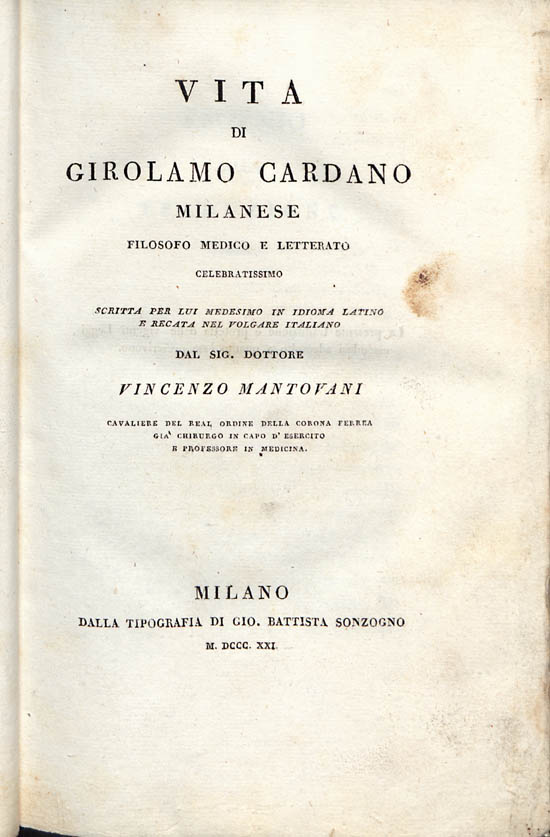
De propria vita, 1821

Girolamo Cardano nasceu em Pavia, na Lombardia, a 24 de setembro de 1501. Cardano era filho ilegítimo (legitimado em 1524) de Chiara Micheria e do jurista e doutor matemático milanês Fazio, amigo de Leonardo da Vinci.
Cresceu em meio a maus tratos, doenças e muitas infelicidades; apesar disso, mostrou uma extraordinária precocidade para os estudos: era já célebre como astrólogo e mago, antes de ter dado provas da sua invulgar aptidão para o estudo das ciências naturais e da matemática.
Em 1526, depois de ter obtido o título de doutor em Medicina na Universidade de Pádua, começou imediatamente a exercer a sua atividade de médico em Siccolongo e, mais tarde, em Pádua. Ainda em 1526 escreve o livro Liber de Ludo Aleae (Livro dos jogos de azar) resolvendo vários problemas de enumeração e retoma os problemas levantados por Luca Pacioli. A obra de Cardano, contudo, só veio a ser publicada em 1663. Cardano relata em sua autobiografia, De Propria Vita que era viciado em jogos. Escreve que havia jogado xadrez por 40 anos e dados por 25 anos. Em 1534 obteve a cadeira de matemática em Milão, mas continuou a estudar medicina, misturada com práticas de astrologia e de magia. A sua cultura enciclopédica e a sua poderosa inteligência, permitiram-lhe escrever sobre os assuntos mais diversos.
Cardano apercebendo-se do que Niccolò Tartaglia conhecia a regra de resolução das equações de 3.º grau, conseguiu ser dela informado sob a promessa formal de a não divulgar. Quando se apercebeu de que o bolonhês Scipione del Ferro tinha já anteriormente descoberto a fórmula, considerou-se desligado do juramento, divulgando então a descoberta na obra Grande Arte ou as Regras Algébricas. Com este incidente ganhou em Tartaglia um inimigo mortal, cujos escritos muito contribuíram para espalhar a lenda de um Cardano desonesto e corrompido.	
Em 1560 um golpe terrível atingiu-o: o filho mais velho, acusado de ter matado a mulher, foi executado em Pavia. Em 1570 o tribunal de Inquisição encarcerou-o sob a acusação de ter tirado o horóscopo de Jesus Cristo. Sendo libertado, foi todavia impedido de fazer conferências. Em 1571 estabeleceu-se em Roma, entrou nas boas graças do Papa e obteve dele uma renda vitalícia que conservou até à morte. Girolamo Cardano faleceu em Roma a 21 de setembro de 1576.

## Formas do nome
Cardano tem seu nome em diversas versões nas línguas ocidentais, seguem alguns:
- Cardano, Girolamo
- Cardan, Jerôme
- Cardanus, Hieronymus
- Cardano, Gerolamo
- Cardanus, H.
- Cardano, Hieronimo
- Kardano, Dzhirolamo

## A história da junta universal
Girolamo Cardano descobriu o princípio da junta universal, um acoplamento que permite movimento angular em todas as direções e a transmissão do movimento rotatório. A primeira aplicação prática dessa ideia, entretanto, foi feita por Robert Hooke, um filósofo experimental inglês do século XVII. O desenho de Hooke era tão eficiente e confiável, que Clarence Spicer permaneceu fiel a seus princípios essenciais quando desenhou sua própria junta, mais de duzentos anos depois.
No princípio, a junta tinha um uso limitado. Em 1675, Isaac Newton idealizou uma junta universal sobre a qual pudesse montar seu telescópio. Outras aplicações iniciais incluíam pedestais para bússola e armas de fogo, carretel de broca e alguns maquinários agrícolas. Entretanto, apenas com o advento do motor de combustão interna e o crescimento da indústria automobilística e com a patente de Spicer é que a junta universal atingiu a verdadeira maioridade.

## Trabalhos
- Cardano, Girolamo. Emperor Nero: Son of Promise, Child of Hope (traduzido por Angelo Paratico) pp. 185–6, Gingko Edizioni, Verona, 2019. ISBN 978-1689118538
- De malo recentiorum medicorum medendi usu libellus, Hieronymus Scotus, Veneza, 1536 (sobre medicina).[5]
- Practica arithmetice et mensurandi singularis (em matemática), Io. Antoninus Castellioneus/Bernadino Caluscho, Milão, 1539.[6]
- De Consolatione, Libri tres, Hieronymus Scotus, Veneza, 1542.[7]
  - Tradução para o inglês por T. Bedingfield (1573).[8]
- Libelli duo: De Supplemento Almanach; De Restitutione temporum et motuum coelestium; Item Geniturae LXVII insignes casibus et fortuna, cum expositione, Iohan. Petreius, Norimbergae, 1543.[9]
- De Sapientia, Libri quinque, Iohan. Petreius, Norimbergae, 1544 (com De Consolatione reimpr. De Libris Propriis, livro I).[10]
- De Immortalitate animorum, Henric Petreius, Nuremberg 1544/Sebastianus Gryphius, Lyons, 1545.[11]
- Contradicentium medicorum (na medicina), Hieronymus Scotus, Venetijs, 1545.[12]
- Artis magnae, sive de regulis algebraicis (na álgebra: também conhecido como Ars magna), Iohan. Petreius, Nuremberg, 1545.[13][14]
  - Tradução para o inglês por D. Witmer (1968).[15]
- Della Natura de Principii e Regole Musicale, ca 1546 (sobre teoria musical: em italiano): publicado postumamente.[16]
- De Subtilitate rerum (sobre fenômenos naturais), Johann Petreius, Nuremberg, 1550.[17]
  - Tradução para o inglês por J.M. Forrester (2013).[18]
- Metoposcopia libris tredecim, et octingentis faciei humanae eiconibus complexa (sobre fisionomia), escrito em 1550 (publicada postumamente por  Thomas Jolly, Paris (Lutetiae Parisiorum), 1658).[19]
- In Cl. Ptolemaei Pelusiensis IIII, De Astrorum judiciis... libros commentaria: cum eiusdem De Genituris libro, Henrichus Petri, Basle, 1554.[20]
- Geniturarum Exemplar (De Genituris liber, impressão separada), Theobaldus Paganus, Lyons, 1555.[21]
- Ars Curandi Parva (escrito por volta de. 1556).[22]
- De Libris propriis (sobre os livros que escreveu e seus sucessos no trabalho médico), Gulielmus Rouillius, Leiden, 1557.[23]
- De Rerum varietate, Libri XVII (sobre fenômenos naturais); (Edição revisada), Matthaeus Vincentius, Avignon 1558.[24] Também Basileia, Henricus Petri, 1559.[25][26]
- Actio prima in calumniatorem (resposta a J.C. Scaliger), 1557.
- De Utilitate ex adversis capienda, Libri IIII (sobre os usos da adversidade), Henrich Petri, Basle, 1561.[27]
- Theonoston, seu De Tranquilitate, 1561. (Opera, Vol. II).
- Somniorum synesiorum omnis generis insomnia explicantes, Libri IIII (Livro dos Sonhos: com outros escritos), Henricus Petri, Basle 1562.[28]
- Neronis encomium, Basle, 1562.[29]
  - Translation into English by A. Paratico (2012).[30]
- De Providentia ex anni constitutione, Alexander Benaccius, Bononiae, 1563.[31]
- De Methodo medendi, Paris, In Aedibus Rouillii, 1565.[32]
- De Causis, signis ac locis morborum, Liber unus, Alexander Benatius, Bononiae, 1569.[33]
- Commentarii in Hippocratis Coi Prognostica, Opus Divinum; Commentarii De Aere, aquis et locis opus, Henric Petrina Officina, Basel, 1568/1570.[34]
- Opus novum, De Proportionibus numerorum, motuum, ponderum, sonorum, aliarumque rerum mensurandarum. Item de aliza regula, Henric Petrina, Basel, 1570.[35]
- Opus novum, cunctis De Sanitate tuenda, Libri quattuor, Sebastian HenricPetri, Basle, 1569.[36]
- De Vita propria, 1576 (autobiografia).[37]
  - Translation into English by J. Stoner (2002).[38]
- Liber De Ludo aleae ("Ao lançar o dado"; sobre probabilidade): publicado postumamente.[39][40]
  - Tradução para o inglês de S.H. Gould (1961).[41]
- Proxeneta, seu De Prudentia Civili (publicado postumamente: Paulus Marceau, Geneva, 1630).[42]

### Coleções
Uma chave cronológica para esta edição é fornecida por M. Fierz.
- Hieronymi Cardani Mediolanensis Opera Omnia, cura Carolii Sponii (Lugduni, Ioannis Antonii Huguetan and Marci Antonii Ravaud, 1663) (10 volumes, Latin):
  - Volume 1: Philologica, Logica, Moralia (Internet Archive; ou Google; ou Google)
  - Volume 2: Moralia Quaedam et Physica (Google)
  - Volume 3: Physica (Google)
  - Volume 4: Arithmetica, Geometrica, Musica (Google)
  - Volume 5: Astronomica, Astrologica, Onirocritica (Internet Archive; ou Google)
  - Volume 6: Medicinalium I (Google)
  - Volume 7: Medicinalium II (Google)
  - Volume 8: Medicinalium III (Google)
  - Volume 9: Medicinalium IV (Google)
  - Volume 10: Opuscula Miscellanea (Google)

### Obras sobre Cardano
- MARTÍN CASALDERREY, Francisco. Cardano y Tartaglia: las matemáticas en el Renacimiento Italiano. Ed. Nivola.
- Girolamo Cardano : Milão : F. Angeli, c1999.
- Gerolamo Cardano nel suo tempo (1 : 2001 : Somma Lombardo) Gerolamo Sardo nel suo tempo : Pavia : Cardano, 2003.
- Gerolamo Cardano nel quinto centenario della nascita. Pavia : Cardano, 2001. 145 p.
- Cardano: Ascensão, Tragédia e Glória na Renascença Italiana - Emerich, Raul - Ed. Record, Rio de Janeiro - 2013 - 500 p.